# Groeve onder de Leeraarsgroeve

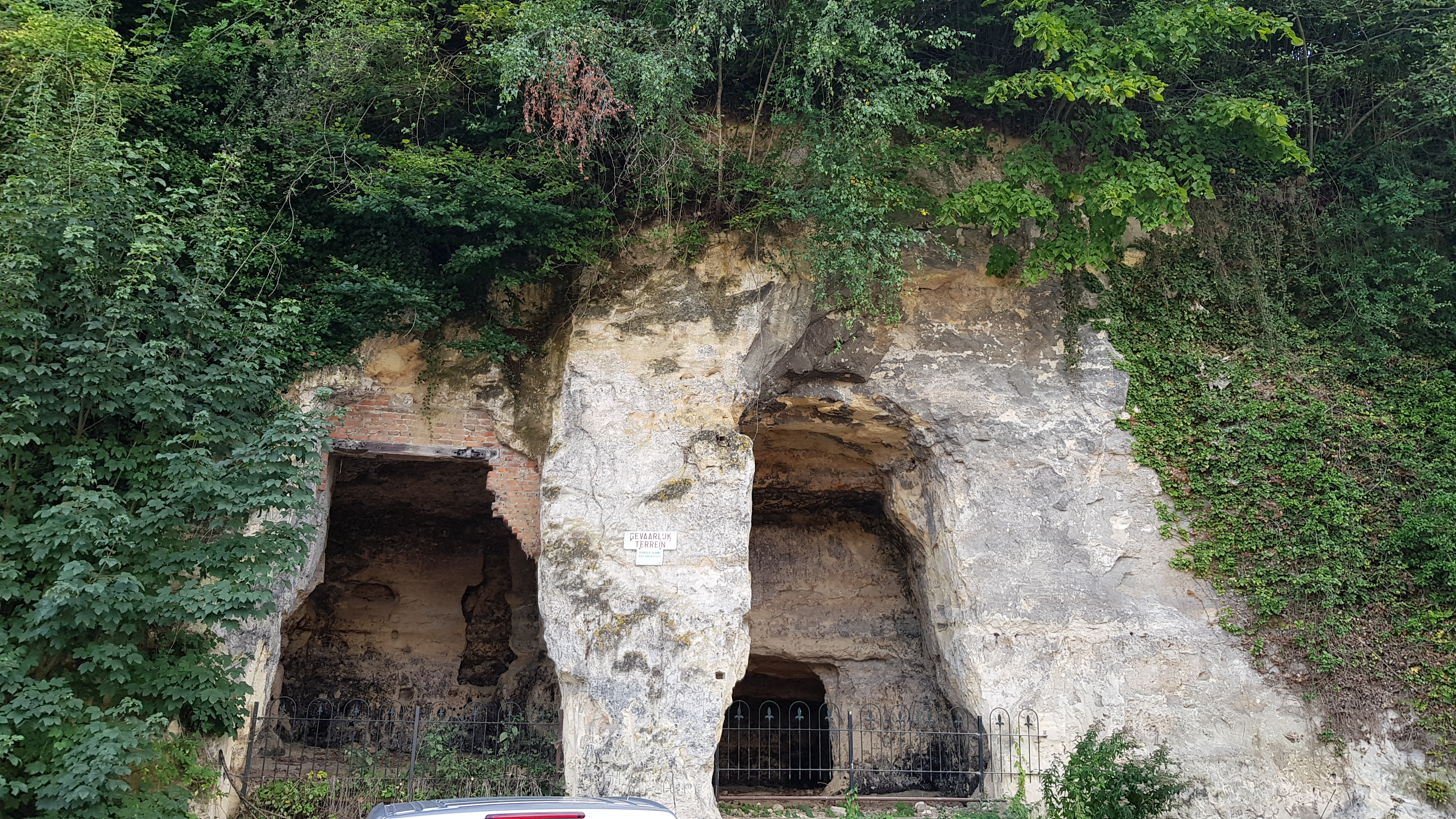
De twee oostelijke ingangen van de groeve

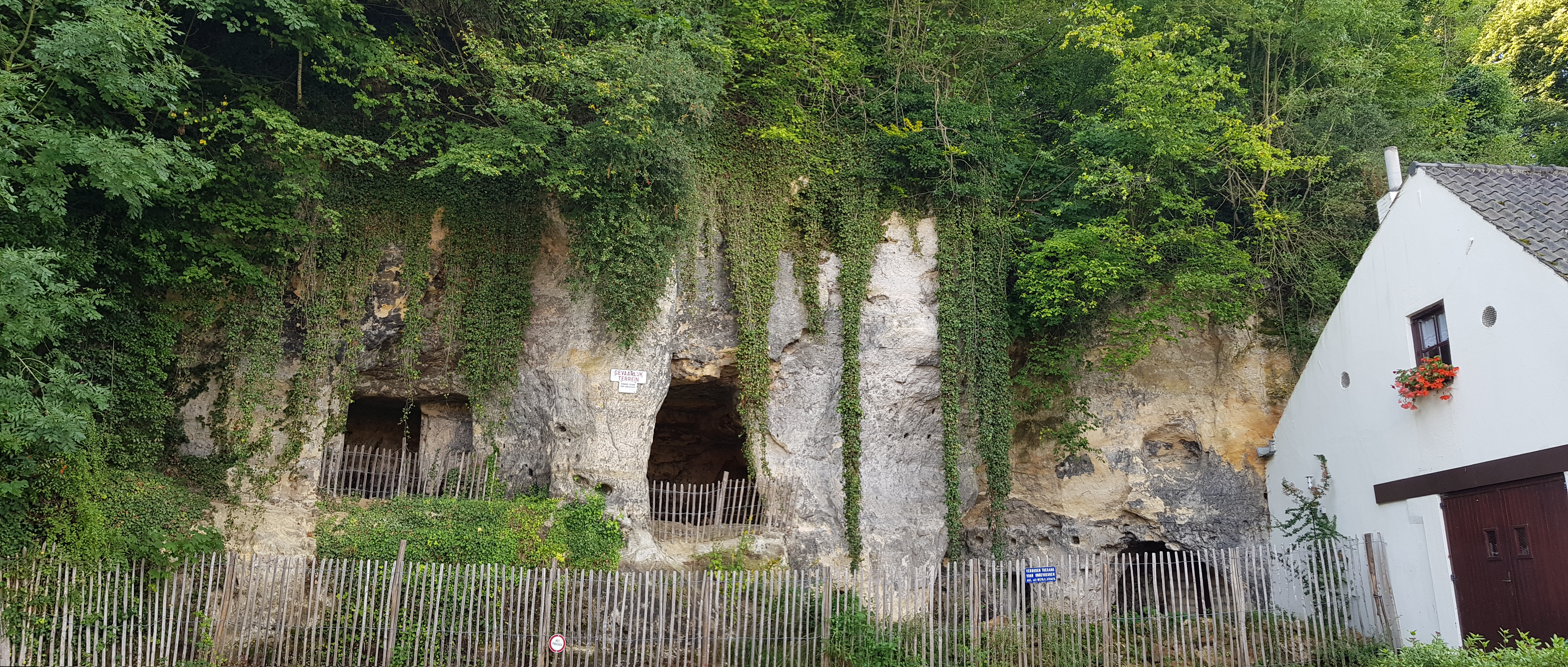
De twee westelijke ingangen

De Groeve onder de Leeraarsgroeve, Groeve Barn of Barngroeve is een Limburgse mergelgroeve in het Geuldal in de Nederlandse gemeente Valkenburg aan de Geul in Zuid-Limburg. De ondergrondse groeve ligt ten noordwesten van Geulhem ten zuiden van camping 't Geuldal. Ze ligt onder het hellingbos nabij de weg Gemeentebroek. De groeve ligt aan de noordwestkant van het Plateau van Margraten in de overgang naar het Maasdal. In de omgeving duikt het plateau een aantal meter steil naar beneden.
Terwijl de Groeve onder de Leeraarsgroeve iets boven straatniveau ligt, ligt een aantal meter hoger erboven de Leeraarsgroeve. Op ongeveer 100 tot 150 meter naar het westen liggen de Ravensgroeve II, Groeve Onder de Ravengroeve en Ravensgroeve I. Op respectievelijk ongeveer 20 en 60 meter naar het oosten liggen de Schuncktunnel die naar de dagbouwgroeve loopt en de Groeve westelijk van Kalkbranderij.

## Geschiedenis
De groeve werd door blokbrekers ontgonnen voor de winning van kalksteenblokken.

## Groeve
De groeve bestaat uit vier ingangen van enkele meters diep en zijn onderling met elkaar verbonden. De twee oostelijke ingangen liggen naast elkaar en bevindt zich in een metershoge rotspartij. Dan zit er een stuk tussen en vervolgens liggen daar de twee westelijke ingangen in een metershoge rotspartij.
De beheerder van de groeve is Het Limburgs Landschap.
In 2016 werd de groeve op veiligheid beoordeeld en werd afgekeurd. Het dak van de groeve bleek in slechts staat en er bevinden zich op meerdere plekken breuken in het dak.